# Asthenia tridens
Asthenia tridens är en fjärilsart som beskrevs av Jordan 1924. Asthenia tridens ingår i släktet Asthenia och familjen påfågelsspinnare. Inga underarter finns listade i Catalogue of Life.